# Ацилан тёмно-зелёный Б
Ацилан тёмно-зелёный Б — органическое соединение с химической формулой C22H16N6O7S2Na2, кислотный первичный дисазокраситель, применяемый для окраски шерсти в зелёный цвет.
Как и другие кислотные красители, данный краситель закрепляется в первую очередь за счёт ионного взаимодействия. Диссоциация сульфогруппы в молекуле красителя даёт окрашенный анион, взаимодействующий с замещёнными аммонийными группами субстрата.
Синонимы: азотёмно-зелёный А, Acid Green 20, C.I. 247, C.I.20495.

## Получение
Получают в два этапа. На первом этапе в две стадии синтезируют краситель кислотный сине-чёрный, из которого потом путём восстановления готовят ацилан тёмно-зелёный.

Схема получения Ацилана тёмно-зелёного Б

### Получение кислотного сине-чёрного
Синтез ведётся исходя из Аш-кислоты, с которой последовательно сочетают две диазосоставляющие. Первое сочетание проводят, применяя так называемый «обратный порядок»: добавлением соды или щёлочи к суспензии Аш-кислоты в воде получают слабокислый раствор, который приливают к охлаждённому до 4—5 °C раствору соли п-нитробензолдиазония.
Образующуюся в ходе первой стадии суспензию моноазокрасителя обрабатывают содой, охлаждают до 5—7 °С и добавляют к ней раствор соли бензолдиазония. Продукт выделяют высаливанием хлоридом натрия.

### Получение ацилана тёмно-зелёного Б
На втором этапе в кислотном сине-чёрном восстанавливают нитрогруппу с помощью сульфида натрия при 25 °C, получая ацилан тёмно-зелёный Б.

### Другие способы
Краситель можно получить другим способом: на первой стадии, в кислой среде нужно сочетать H-кислоту c 4-ацетиламинодиазобензолом, затем в щелочной среде провести второе сочетание с диазобензолом и дальше гидролизовать ацетиламиногруппу, но такой способ синтеза даёт менее чистый продукт, чем способ с восстановлением нитрогруппы.

## Применение
Используется как тёмно-зелёный краситель для шерсти.